# Capizzi
Capizzi est une commune italienne de la province de Messine, dans la région Sicile.

## Administration

### Communes limitrophes
Caronia, Cerami, Cesarò, Mistretta.